# Saartje Vandendriessche
Saartje Vandendriessche (Wilrijk, 28 februari 1975) is een Vlaamse actrice, presentatrice en voormalig omroepster bij de televisiezender Eén.

## Opleiding
Vandendriessche volgde haar middelbareschoolopleiding aan het Regina Pacisinstituut in Hove. Ze is licentiate in de Sociale en Culturele Agogiek. Deze opleiding genoot zij aan de VUB.
Zij is ook een gediplomeerd actrice. Na haar universitaire studies volgde ze nog drie jaar een acteeropleiding en studeerde af met onderscheiding bij de International TV-School.

## Televisiewerk
Haar presentatiewerk begon Vandendriessche in 2002 bij jongerenzender TMF. Dit heeft zij gedurende een jaar gedaan. Nadien was zij, van 2003 tot 2004, omroepster bij VT4. Zij presenteerde ook de VT4-kusttour.
Van 2005 tot en met 2015 was Vandendriessche te zien als omroepster bij Eén. Ze verscheen dan ook in verschillende Eén-programma's, zoals Het Swingpaleis en De laatste show. Toen Evy Gruyaert last kreeg van haar knie in het programma Vlaanderen Sportland, trainde Vandendriessche (samen met onder anderen Brahim en Gella Vandecaveye) verder om de halve marathon uit te lopen, wat zij uiteindelijk ook deed. Vandendriessche was ook een reporter voor De Rode Loper.
Radio-ervaring deed Vandendriessche in de zomer van 2006 op met het Radio 2-programma Buren in de zomer, dat zij presenteerde met Luc Verschueren.
In 2007 werd Vandendriessche het nieuwe gezicht van Vlaanderen Vakantieland, waar ze Sabine Hagedoren opvolgde.
Vanaf september 2008 was Vandendriessche een van de coaches van Junior Eurosong 2008. Zij coachte Elke Rammant (Geniet van elk moment) en Louis Heeren (In de echte wereld). In het najaar van 2008 presenteerde ze samen met Ben Roelants het programma De Naaktkalender. Ook rond die periode was ze reporter voor het televisieprogramma Peter Live.
In 2014 presenteert Vandendriessche samen met Kevin Bellemans (Pretman) de De Pretshow op jongerenzender Ketnet. Ook sinds dat jaar werkte ze achter de schermen mee aan Reyers laat. Nadat de omroepsters op Eén werden afgeschaft, werd ze redactrice bij Van Gils & Gasten en presenteerde ze de documentairereeks Expeditie Aarde. In 2016 is ze te zien in 1000 zonnen, in een rubriek waarin ze manieren zoekt om haar energiepeil omhoog te tillen. In 2018 nam Vandendriessche het elke week op tegen een bekende man in het Eén-programma Op de man af. Daarbij ging ze een sportieve, avontuurlijke uitdaging aan gekozen door haar mannelijke opponent. In 2020 volgde een tweede seizoen.
In april 2020 presenteerde Vandendriessche het dagelijkse programma Beweeg in je kot. Hierbij verzorgde ze in het begin van de Corona-periode dagelijks een work-out van een kleine 10 minuten, vanuit haar eigen woonkamer. Meestal presenteerde ze dit alleen, soms deed ze dit samen met haar dochter Mille.
In 2021 presenteerde ze het praatprogramma Saartje op Pickx+, een betaalzender van Proximus.
In 2022 mocht ze samen met Stef Poelmans de Music Industry Awards Black Carpet Show presenteren.
Eind 2022 werd ze in het kader van het zogeheten "transformatieplan" van de VRT ontslagen door de omroep, net als tientallen andere medewerkers van het bedrijf.

## Actrice
In het begin van haar acteercarrière speelde Vandendriessche een hoofdrol als de Vlaamse Inky in het vijfde seizoen van Costa!.
In televisieseries was Vandendriessche onder meer te zien in Matroesjka's en Familie op VTM, in Kinderen van Dewindt en Thuis op één en in Chris & Co op VT4. Ze had een gastrol in 2003 in W817.
Vandendriessche speelde ook de rol van juf Monica in de videoclip van het liedje De juf van fysica, gezongen door Spring.
Ze speelde ook in Mijn Sport Is Top.

## Filmografie
- Nachtwacht: De dag van de bloedmaan (2022) – stem Zavera
- Saar in het bos (2021) – als zichzelf
- Ge hadt erbij moeten zijn (2020) – als zichzelf
- Vrede op Aarde (2020) – als zichzelf
- Gert Late Night (2020) – als zichzelf
- Groeten uit ... (2020) – als zichzelf
- Op de man af (2018-2020) – als zichzelf
- Gert Late Night (2018) – als zichzelf
- De Slimste Mens ter Wereld (2018) – als kandidaat
- Tegen De sterren op (2015) – als zichzelf
- De pretshow (2014) – als presentatrice
- Vroeger of later? (2012, 2014) – als zichzelf
- Zot van Vlaanderen (2011) – als zichzelf
- Goeie vrijdag (2010) – als zichzelf
- De generatieshow (2010) – als zichzelf
- De Slimste Mens ter Wereld (2007) – als kandidaat
- Fata Morgana (2007) – als uitdaagster
- Vlaanderen vakantieland (2007-2015, 2021-heden) – als presentatrice
- Spoed (2005) – als adoptiemoeder
- één (2005-2015) – als omroepster
- Het swingpaleis (2005) – als zichzelf
- Kinderen van Dewindt (2005) – als Gina
- Matroesjka's (2005) – als Sita
- De wet volgens Milo (2004) – als Hanneke Rubens
- Aspe (2004) – als Isabelle Vierin
- Hallo België (2004) – als Journaliste Mieke Bellegemens
- Costa! (2005) – als Inky
- F.C. De Kampioenen (2004) – als Majorette
- Verschoten & Zoon (2004) – als Katja
- Spoed (2002) – als student
- F.C. De Kampioenen (2002) – als Mimi Van Straelen
- Droge voeding kassa 4 (2002)
- Wittekerke (2001) – als makelaar
- Blue Belgium (2000) – als Vicky
- De kotmadam (1999) – als Sofie
- Wittekerke (1998) – als bediende